# Buddhastatuerne i Bamiyan
Buddhastatuerne i Bamiyan var to statuer der blev delvist hugget ud af et afghansk bjerg i Bamiyan-provinsen og delvist bygget af lokale materialer. Byggeriet var færdigt i henholdsvis 507 e.Kr. og 554 e.Kr. Statuerne var hhv. 53 m og 35 m høje, og stod 2.500 m over havets overflade. De var på UNESCO's Verdensarvliste, men blev sprængt i luften af Taliban i marts 2001, efter ordre fra deres leder Mullah Mohammed Omar.
Japan, Schweiz og en del andre lande har tilkendegivet at ville bidrage til at betale for en evt. genopførelse.

## Historie
Bamiyan ligger på Silkevejen, der løber gennem Hindu Kush bjergområdet. Der lå flere buddhistiske klostre i området fra det andet århundrede til den muslimske invasion i den anden halvdel af det syvende århundrede. Efter Taliban overtog kontrollen med Afghanistan, kom der yderligere fokus på statuerne, der blev set som en hån mod islam. Statuerne blev derfor sprængt i stykker med dynamit. Det startede den 2. marts 2001, og tog flere uger. Det viste sig imidlertid, at der gemte sig 50 huler. I 12 af disse gemte der sig hulemalerier fra mellem det 4. til det 9. århundrede. Forskere fandt desuden den indledende sektion af den originale Buddhistiske Sanskrit Pratītyasamutpāda Sutra oversat af Xuanzang. Unesco har afsat 1,3 mio. dollars til at genopbygge de to statuer der blev bombet.

### Nye fund
Den 8. september 2008 fandt forskere en 19 meter høj Buddha-statue på stedet, i en position, der repræsenterer Buddhas Parinirvana.